# Zamia boliviana
Zamia boliviana là một loài thực vật thuộc họ Zamiaceae. Đây là loài đặc hữu của Bolivia.